# Zilvensche heide
De Zilvensche heide is een heidegebied dat deel uitmaakt van de Loenermark en daarmee onderdeel is van het Nationaal Park Veluwezoom. Het ligt ca. 5 km ten zuidwesten van Loenen.
Geologisch gezien heeft dit gebied de meeste stabiele bodem in Nederland. Het ligt ver verwijderd van tektonische breuken waardoor er nauwelijks verzakkingen en verschuivingen optreden. Op de heide bevindt zich de ijkbasis van het Nederlandse Rijksdriehoekmeetnet.